# Corregimiento de Quito
El Corregimiento de Quito (1548-1772), de lo que significó la dominación española en América, fue una dominante[cita requerida] e influyente[cita requerida] entidad territorial ultramarina perteneciente al Imperio español, que estaba incluida dentro de la sujeción dirigente comprendida por la homónima Real Audiencia de Quito, de la cual esta entidad distrital toma su nombre en relación al geofigurativo concepto que aglomeraba la ambigua definición primitiva de Reino de Quito y de antigua Gobernación de Quito en territorios titulados originariamente como Provincias del Quito, a su vez compuesta como una macroinstitución de menor jerarquía jurídica. Su autonomía institucional residía en la conformación capitular de un cabildo colonial omnímodo con autoridad de ejercer el control sobre los ámbitos político, social, financiero y judicial, que en representación de la Monarquía Española estaban asignados a ser regidos por las normas del Derecho indiano, mediante la subordinación al superior Virreinato del Perú y continuamente al de la Nueva Granada. La compleja conformación estructural de este gobierno colonial multifacultativo-funcional cuya mayor autoridad la personificó el Corregidor y Justicia Mayor, tuvo sede administrativa en el principal núcleo urbano de la ciudad de San Francisco de Quito o Centro Histórico de Quito; que asimismo alojaba en compartimento anexo los otros edificios donde funcionaba la Real Audiencia, que en la misma ciudad convergían, de lo cual estas coincidencias jurídicas propiciaban la convivencia conjuntiva de todos los poderes estamentales que componían la delimitación del distrito regional, cuando con potestad gestiva desde allí se asignaban los nombramientos, ejercicios y provisiones de importantes decisiones gubernamentales en el seno de su centro neurálgico, ubicado actualmente en la Plaza de Armas como eje de asiento cotidiano y vivienda principal.
La organización geográfica del corregimiento correspondió a la delimitación en las cinco leguas alrededor del casco urbano de la ciudad de Quito, pero hacia el siglo XVII en la práctica de dominio territorial incluyó de manera simbólica la pertenencia periférica de feudo organismos arbitristas en dependencia política de su gestión directiva, como en el caso de los Gobiernos de las Esmeraldas y Caráquez en el límite Suroeste entre intervalos de tiempos y circunstancias diferentes, asimismo por el lindero Norte tenía límites con el Corregimiento de Otavalo, por el Este con el Gobierno de Quijos y por el resto de límites Sureste con el Corregimiento de Guayaquil y el de Latacunga. La existencia de este corregimiento manifiesta el primer indicio de antecedente jurídico que conformaría en lo posterior la actual provincia de Pichincha en la región interandina de la República del Ecuador.

Paisaje que recrea la fauna y la flora doméstica del Corregimiento de Quito, según Jorge Juan y Antonio de Ulloa (1735).

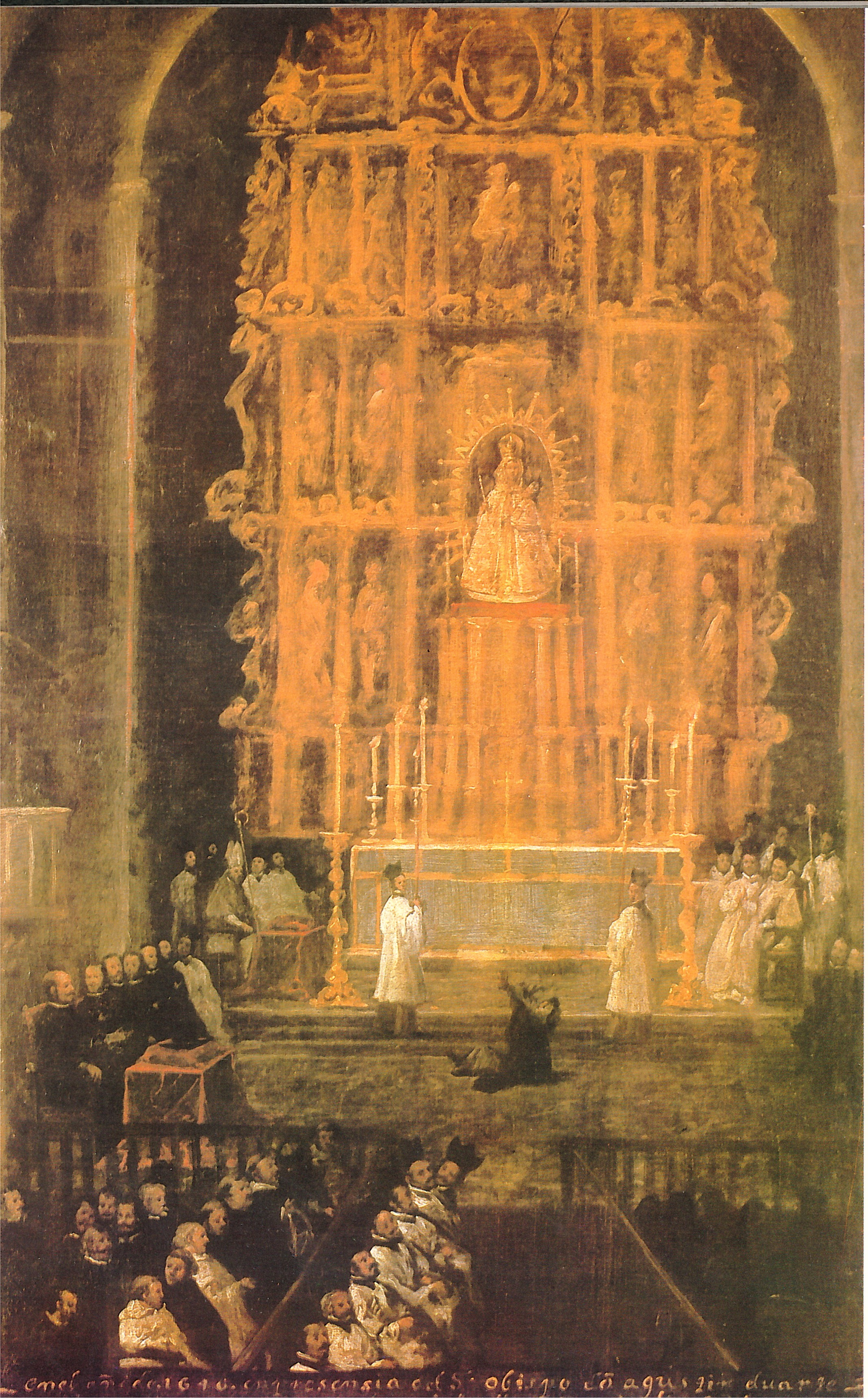
Exorcismo en Guápulo, por Miguel de Santiago (1646).

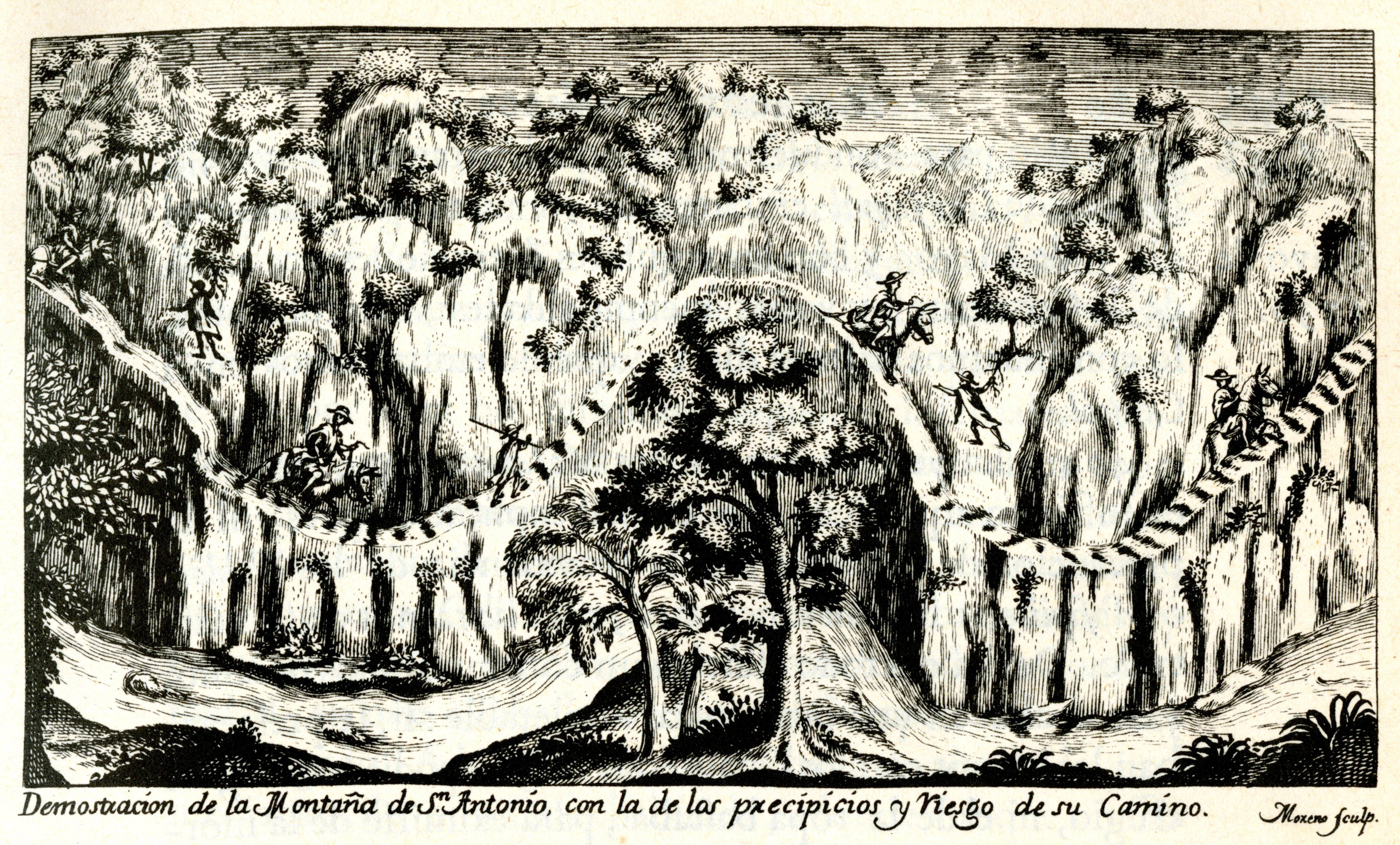
Montaña de San Antonio en el camino Quito-Guayaquil, según Jorge Juan y Antonio de Ulloa.

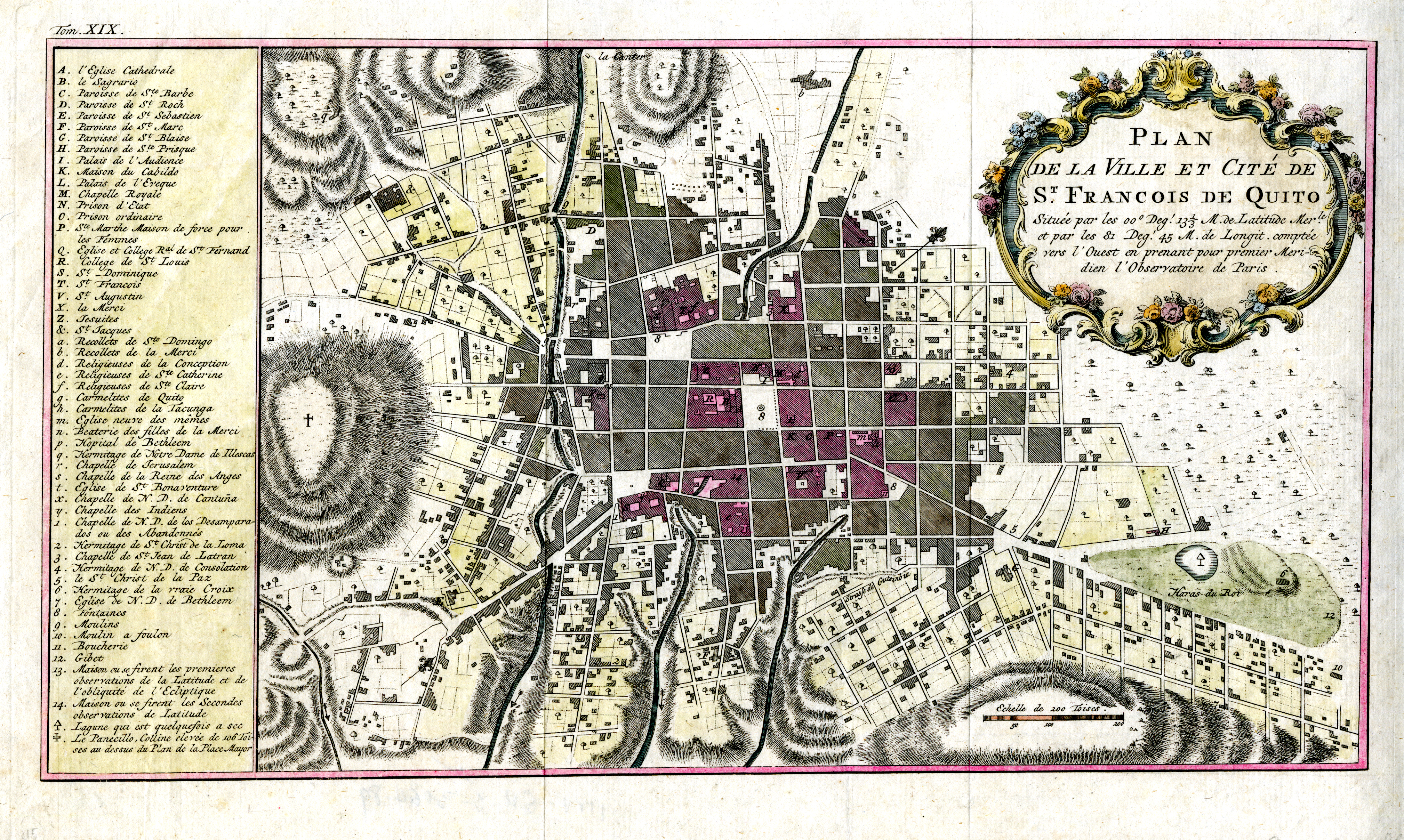
Panorama de Quito y sus contornos hacia 1735, según Jorge Juan y Antonio de Ulloa.

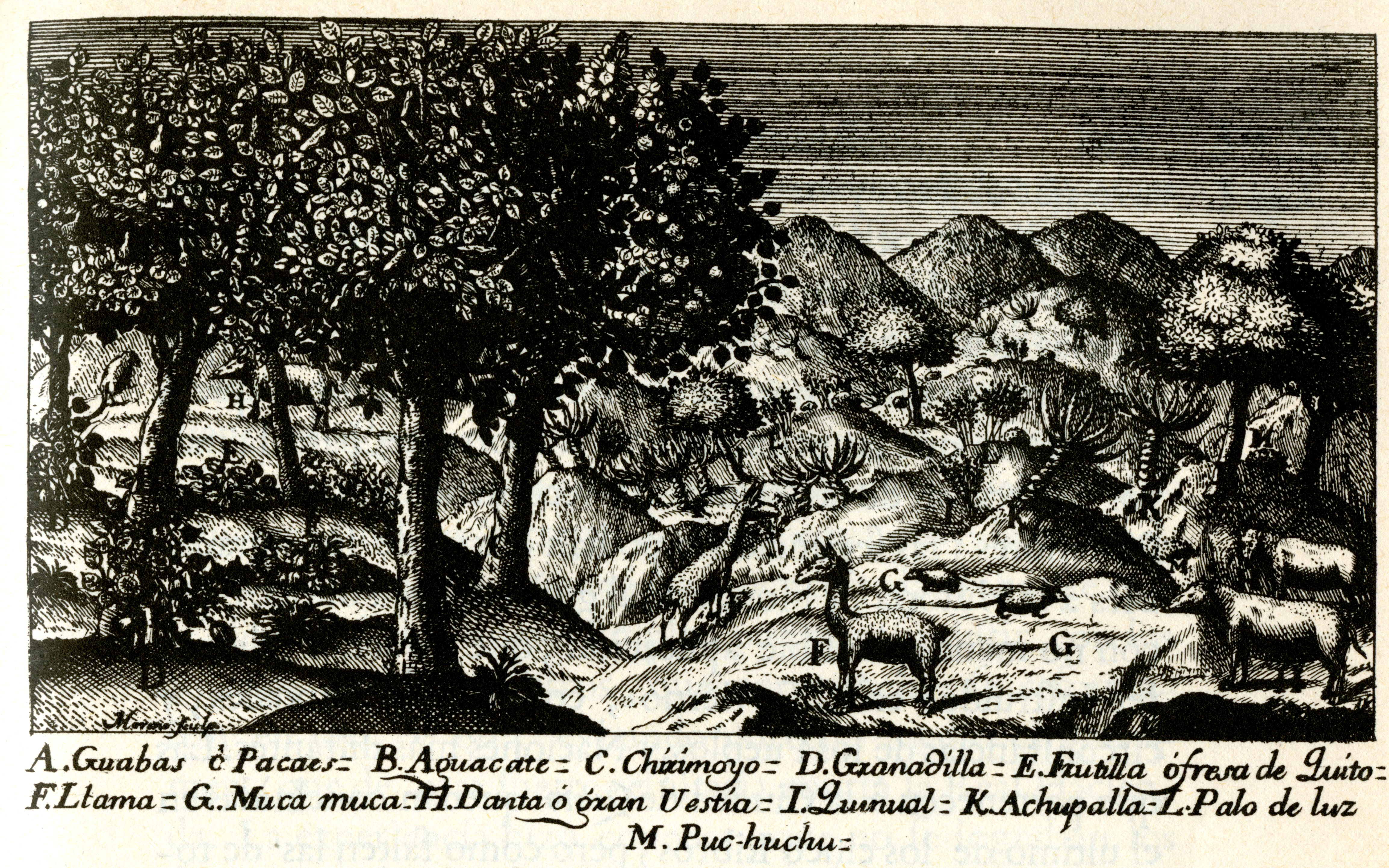
Paisaje del Corregimiento de Quito con especies animales y vegetales típicas, según Jorge Juan y Antonio de Ulloa.

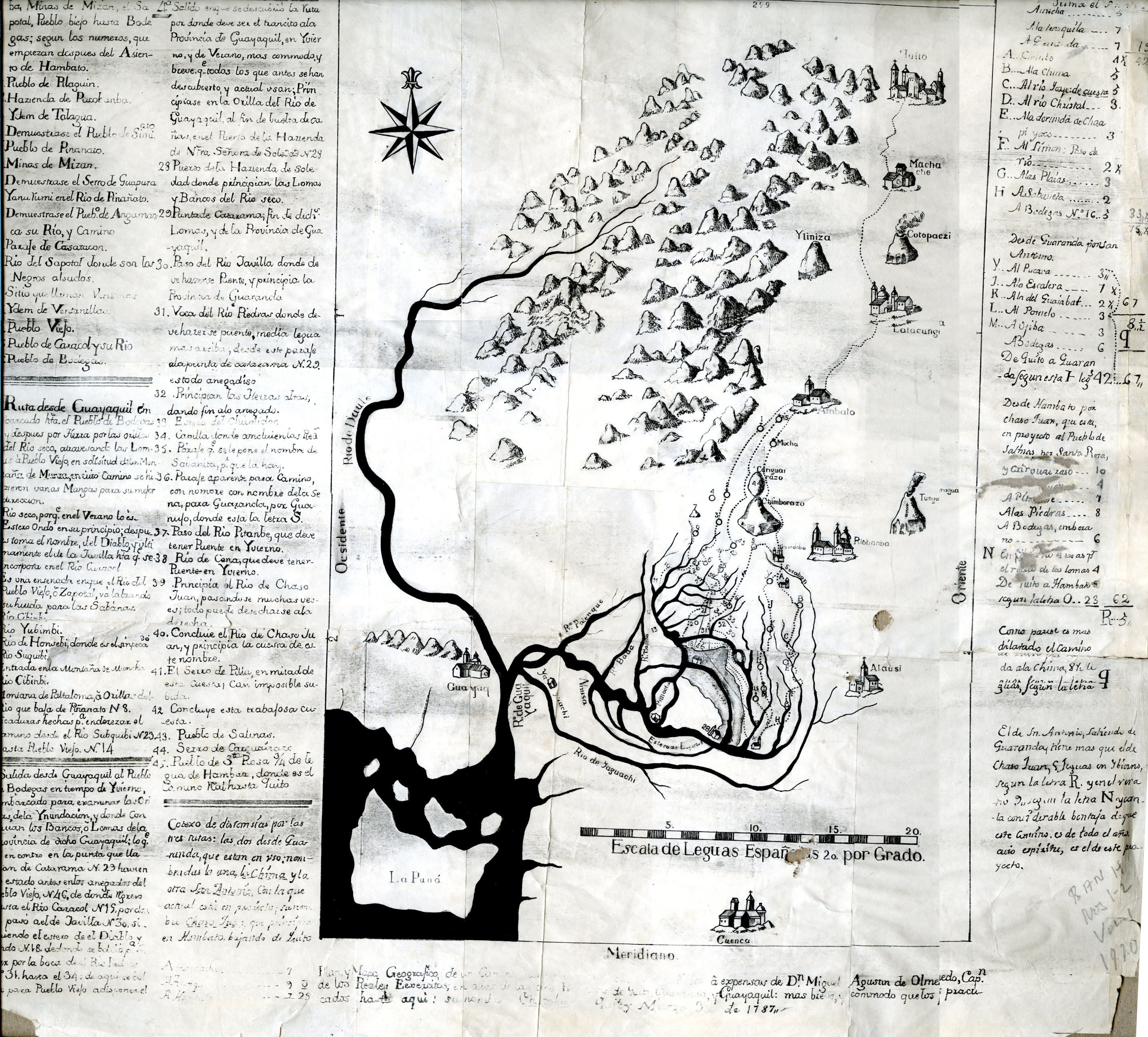
Dibujo del Camino Real desde Guayaquil a Quito.

## Las Peticiones del Cabildo al Rey DonFelipe IVen 1646
En la Muy Noble y Muy Leal Ciudad de San Francisco del Quito del Pirú, en treinta días del mes de Junio, mil y seiscientos y cuarenta y seis años, habiéndose juntado en su Cabildo y Ayuntamientos, como lo han de uso y costumbre, a tratar y conferir cosas tocantes al servicios de Dios Nuestro Señor, de Su Majestad y bien de la República, el Corregidor y demás Capitulares, es a saber: el General Don Antonio de Santillana y Hoyos Corregidor de esta dicha Ciudad y su tierra por el Rey nuestro señor, Don Diego Sancho de la Carrera Alférez Mayor, el Comisario Don Francisco de Villacís Alguacil Mayor, Don Francisco de Paz Miño, Don Francisco de Villegas Sanctamaría, Manuel Freyre de Zamora, Pedro Vásquez Feijoo y el Alférez Don Pedro Ruiz de Rojas (como) Regidores,  y Don Juan de Larreínzar Salazar Procurador General, dijeron que en diferentes Cabildos se ha tratado de despachar a los Reinos de España un Procurador General que acuda a la solicitud de los negocios que esta Ciudad y su Cabildo tiene pendientes en el Real Consejo de Indias, y los demás que se han ofrecido y ofrecieren para el buen gobierno y conservación de toda esta República, sus vecinos y moradores y, particularmente, en el que se hizo en primero de Junio de este presente año, se acordó se despachase persona que ejerciese el dicho oficio y que fuese Don Juan de Larreínzar Salazar que al presente es Procurador General de esta Ciudad por elección de este Cabildo, y para ello se le diese la ayuda de costa necesaria y entregasen las instrucciones que había de llevar, para pedir a Su Majestad hiciese merced a esta Ciudad y su Cabildo, consideración de lo bien que le ha servido en todas ocasiones y de lo presente en las honras de la Reina nuestra señora, que está en el cielo, gastando(se) mucha cantidad de pesos en ellas, que para su paga tiene empeñados sus Propios y Rentas el dicho Cabildo, y como le servirá siempre y sus vecinos en las demás ocasiones de su Real servicio, con toda lealtad y amor, como tan leales vasallos;  y en esta consideración se ha de suplicar mande Su Majestad se guarden a este Cabildo y sus Capitulares sus preeminencias, conforme a las ordenanzas confirmadas por su Real persona y según se guardan a los demás Cabildos de las otras ciudades de los Reinos de Su Majestad y de la ciudad de Sevilla. Que sean aliviados los vecinos, de las imposiciones que cada día se cargan y pretenden cargar en los mantenimientos y otros efectos. Que se guarden las cedulas despachadas en su favor, así en cuanto a los asientos de los Capitulares, como en las visitas de tiendas, dárseles la paz, no estando presente la Real Audiencia. Que los Corregidores no desamparen su cabildo en las procesiones para acompañar a los señores de dicha Real Audiencia que llevan el guión. Que repartan los mantenimientos y el sebo de las carnicerías. Que por la autoridad de esta Ciudad y de su Cabildo se puedan elegir Alcaldes Ordinarios, como era costumbre. Que en cuanto a la composición de Tierras, se declare cuáles son las que se deben componer y declarado se sirva Su Majestad de concederla por Mayor a este Cabildo y que la pueda hacer. Y que en el Puerto del Callao no se lleve el dos por ciento que está introducido, desde que fue Virrey el Señor Conde de Chinchón, del dinero que se saca para esta Provincia, de los paños que se llevan a aquella, por el daño que de esto se recrece, cesando el comercio y faltando el dinero por la dicha imposición. Que cese la carga de la Unión de Armas que se cargó a las Alcabalas, pues, pagando esta Ciudad por Cabezón siete mil pesos cada un año, se le acrecentaron otros siete mil por la dicha unión, y se recibió por tiempo de siete años. Que se sirva Su Majestad que, cumplidos se le quite la dicha carga. Que así mismo se sirva de mandar se quite y no use del papel sellado en esta Provincia, por haber cesado con él los negocios, tratos y contratos, y los pobres, por no tener con qué comprar dicho papel, han dejado sus pleitos y lo padecen todos generalmente. Que no se quite el gobierno político de la República al Cabildo y sus Corregidores, por conocer(se) (las intenciones) de todos los señores de la Real Audiencia, y que las apelaciones que se hicieren de los Fieles Executores, no excediendo de treinta pesos, vayan al Cabildo y no a dicha Real Audiencia, en conformidad de la Real Cedula de Su Majestad, despachada para la Ciudad de los Reyes. Que Su Majestad se sirva de acrecentar la renta a los Propios de este Cabildo y Ciudad, para las obras públicas de ella y conservación de sus moradores, atento a no haberse enterado la que Su Majestad del Rey Nuestro Señor de gloriosa memoria Don Felipe Segundo que está en el cielo, hizo merced a este Cabildo, de mil pesos ensayados de renta en cada un año, en tierras vacuas, que por no haberlas, no se han enterado, sirviéndose hacerle merced en otros efectos, para (quien se le) llevará instrucción (al) dicho Procurador General y para lo demás que hubiere de pedir(se), en útil de esta República, servicio de Dios Nuestro Señor, de Su Majestad, conservación de los vecinos y moradores de ella y su mayor aumento. [...]
 Fragmento principal del Cabildo en sesión extra ordinaria, celebrado la fecha del 30 de junio de 1646; hallado en el Libro de Cabildos de la Ciudad de Quito desde 1638 a 1646

## Lista de los Corregidores de Quito y sus jurisdicciones
El Corregimiento de Quito fue creado oficialmente el 7 de julio de 1548 incorporando a su territorio provisionalmente todas las jurisdicciones que habían pertenecido a la Gobernación de Quito y tras la desaparición de esta formaría la Real Audiencia, ambas estaban dentro de la supremacía institucional del Virreinato del Perú. El Corregidor de Quito tendría un sueldo anual de dos mil ducados. 

### Siglo XVI -Casa de Austria
- Licenciado Antonio de la Gama Primer Corregidor y Justicia Mayor nombrado por el Gobernador del Perú Pedro de la Gasca (7 de julio de 1548 – 8 de agosto de 1549)  con jurisdicción sobre los cabildos de Guayaquil y Puerto Viejo recientemente próximos a unificar un corregimiento autónomo.
- Contador Don Francisco Ruiz Corregidor y Justicia Mayor  (8 de agosto de 1549 - ? )  Nombrado por el Presidente de la Audiencia de Lima Pedro de la Gasca.
- Licenciado Juan Salazar de Villasante Corregidor y Justicia Mayor de Quito, Cuenca, Guayaquil y Puerto Viejo (9 de febrero de 1563 – 6 de marzo de 1564)
- Don Alonso Manuel de Anaya Corregidor y Justicia Mayor de Quito, Cuenca, Guayaquil y Puerto Viejo (nombrado el 6 de marzo y posesionado el 27 de abril de 1564 – ?)
- Don Juan Sánchez de Jerez Corregidor y Justicia Mayor  (20 de marzo de 1595 – 2 de agosto de 1595)
- General de Armada Don Francisco de Mendoza Manrique Lugarteniente General del Virrey del Perú Corregidor y Justicia Mayor   (2 de agosto de 1593 - 2 de agosto de 1597).
- Don Diego de Portugal Lugarteniente de Capitán General del Virrey del Perú  Corregidor y Justicia Mayor  (2 de agosto de 1595 -  2 de agosto de 1597) nombrado por el Virrey Luis de Velasco y Castilla.

### Siglo XVII -Casa de Austria
- General Don Lope de Mendoza Corregidor y Justicia Mayor  (9 de julio de 1601 – 17 de junio de 1604).
- Don Pedro Ponce de Castillejo Corregidor y Justicia Mayor  (17 de junio de 1604 – 11 de julio de 1605), nombrado por el Virrey Don Luis de Velasco de quien fue Juez de Residencia en Lima.
- Don Fernando de Castro Caballero de la Orden de Santiago Corregidor y Justicia Mayor  (11 de julio de 1605 – 31 de octubre de 1606) nombrado por el Virrey Gaspar de Zúñiga y Acevedo Conde de Monterrey.
- Don Pedro Ponce de Castillejo Corregidor y Justicia Mayor Segundo Periodo (31 de octubre de 1606 – 12 de marzo de 1607) nombrado por el Presidente de Audiencia Señor Licenciado Miguel de Ibarra.
- Don Sancho Díaz de Zurbano Corregidor y Justicia Mayor (12 de marzo de 1607 –  28 de marzo de 1613), nombrado por el Rey Don Felipe III.
- Don Francisco Maldonado de Mendoza Caballero de la Orden de Santiago Corregidor y Justicia Mayor (28 de marzo de 1613 – 8 de agosto de 1615), desde el 1 de enero de 1616 retoma sus funciones hasta la llegada del sucesor, fue nombrado por el Rey Don Felipe III.
- Administración interina del Licenciado Señor Juan Alonso de Carvajal Corregidor y Justicia Mayor (8 de agosto de 1615 – 1 de enero de 1616), nombrado en circunstancias de urgencia por el Presidente de la Real Audiencia a motivo de ausentarse el corregidor anterior del cabildo que partió al auxilio de la plaza y puerto del Corregimiento de Guayaquil a pedido de aquella ciudad para dirigir una vigilia armada contra un posible enfrentamiento con el enemigo corsario inglés.
- General Don Juan Vásquez de Acuña Caballero de la Orden de Calatrava Corregidor y Justicia Mayor hacia 1638.
- Don Diego Suárez de Figueroa Corregidor y Justicia Mayor   (? -  7 de diciembre de 1639)
- Don Antonio de Santillana y Hoyos Corregidor y Justicia Mayor (7 de diciembre de 1639 – 6 de octubre de 1646) nombrado por el Virrey Marqués de Mancera y dado en grado de Teniente de Capitán General de la Provincia de Quito el 10 de abril de 1640 por el Presidente de la Real Audiencia.
- Don Gonzalo Rodríguez de Monroy Caballero de la Orden de Alcántara, Corregidor y Justicia Mayor  (6 de octubre de 1646 -17 de agosto de 1654) nombrado por el Rey Don Felipe IV y el Real Consejo de Indias.
- Don Diego de Sotomayor Valdenebro Caballero de la Orden de Calatrava Corregidor y Justicia Mayor  (17 de agosto de 1654 –  hasta su muerte fue sustituido con el interinazgo por su Teniente General Licenciado Don Manuel Ramírez de Arellano hasta el 29 de enero de 1661), nombrado por el Rey Don Felipe IV.
- Maestre de Campo Don José de Berganzo y Gamboa Corregidor y Justicia Mayor en la manera provisional  (29 de enero de 1661 – 12 de septiembre de 1661).
- General Don Francisco de Figueroa Corregidor y Justicia Mayor titulado desde 1660 en sustitución del corregidor anterior fallecido  (12 de septiembre de 1661 – 9 de enero de 1668), nombrado por el Rey Don Felipe IV y confirmado Corregidor de Naturales por el Virrey Conde de Alba Luis Enríquez de Guzmán.
- Maestre de Campo y Sargento Mayor Don Antonio Navarro Corregidor y Justicia Mayor (9 de enero de 1668 - 9 de agosto de 1669 tras su muerte), nombrado desde el 16 de marzo de 1666 en Madrid por la Reina Regente Doña Mariana de Austria.
- Capitán Don Manuel Inclán de Valdez Corregidor y Justicia Mayor (9 de agosto de 1669 - ?) nombrado por el Presidente de la Real Audiencia tras ocurrir la muerte del anterior.
- Don Luis de Torres Altamirano para 1671
- Don Francisco Núñez de Cuero Caballero de la Orden de Calatrava  (noviembre de 1673 –? )
- General Don Iñigo de Aranguren y Aguirre Caballero de la Orden de Santiago  (diciembre de 1675 –  8 de noviembre de 1681), nombrado Corregidor por cinco años por la Reina Regente Mariana de Austria.
- Don Juan Antonio de Orozco Caballero de la Orden de Santiago Corregidor y Justicia Mayor   (8 de noviembre de 1681 – 13 de diciembre de 1686), nombrado por el Rey Carlos II.
- General Don Manuel de la Torre Angulo Caballero de la Orden de Santiago (13 de diciembre de 1686 – 25 de marzo de 1692), nombrado por el Rey Carlos II el 25 de noviembre de 1682.
- Don Pedro García de la Torre Caballero de la Orden de Calatrava Corregidor y Justicia Mayor (25 de marzo de 1692 - ?)

### Siglo XVIII -Casa de Borbón
- Il. Pedro Javier Sánchez de Orellana y Góngora, II marqués de Solanda (16 de febrero de 1735 - 1740), firmado por el rey Felipe V en Madrid. Posteriormente el virrey del Perú le anexó a su cargo el Corregimiento de Indios.[1]